# Trachelopachys tarma
Trachelopachys tarma là một loài nhện trong họ Trachelidae.
Loài này thuộc chi Trachelopachys. Trachelopachys tarma được Norman I. Platnick miêu tả năm 1975.